# Gouvernement Jules Ferry (1)
Troisième République
Gouvernement Charles de Freycinet I Gouvernement Léon Gambetta
Le premier gouvernement Jules Ferry est le gouvernement de la Troisième République en France du 23 septembre 1880 au 10 novembre 1881.
Jules Ferry conserve la majorité des ministres sortants, et notamment les trois démissionnaires, Cazot, Constans et Farre qui avaient précipité la chute du précédent cabinet.

## Composition

### Ministres nommés le 23 septembre 1880
| Fonction | Fonction                           | Image | Nom         | Parti politique     |
| -------- | ---------------------------------- | ----- | ----------- | ------------------- |
|          | Président du Conseil des ministres |       | Jules Ferry | Gauche républicaine |

| Fonction | Fonction                                                                                      | Image | Nom                            | Parti politique     |
| -------- | --------------------------------------------------------------------------------------------- | ----- | ------------------------------ | ------------------- |
|          | Ministre de l'Instruction publique, des Beaux-arts                                            |       | Jules Ferry                    | Gauche républicaine |
|          | Ministre des Affaires étrangères                                                              |       | Jules Barthélemy-Saint-Hilaire | Gauche républicaine |
|          | Ministre de la Justice                                                                        |       | Jules Cazot                    | Union républicaine  |
|          | Ministre de l'Intérieur et des Cultes                                                         |       | Ernest Constans                | Gauche républicaine |
|          | Ministre de la Guerre                                                                         |       | Jean-Joseph Farre              | Gauche républicaine |
|          | Ministre de la Marine et des Colonies                                                         |       | Georges Cloué                  |                     |
|          | Ministre des Finances                                                                         |       | Joseph Magnin                  | Gauche républicaine |
|          | Ministre des Travaux publics                                                                  |       | Sadi Carnot                    | Gauche républicaine |
|          | Ministre de l'Agriculture et du Commerce                                                      |       | Pierre Tirard                  | Union républicaine  |
|          | Ministre des Postes et Télégraphes                                                            |       | Adolphe Cochery                | Gauche républicaine |
|          | Sous-secrétaire d'État à la Justice                                                           |       | Félix Martin-Feuillée          | Union républicaine  |
|          | Sous-secrétaire d'État aux Finances                                                           |       | Daniel Wilson                  | Gauche républicaine |
|          | Sous-secrétaire d'État à l'Agriculture et au Commerce                                         |       | Cyprien Girerd                 | Gauche républicaine |
|          | Sous-secrétaire d'État à la Présidence du Conseil, à l'Instruction publique et aux Beaux-Arts |       | Edmond Turquet                 | Gauche républicaine |
|          | Sous-secrétaire d'État à l'Intérieur et aux Cultes                                            |       | Armand Fallières               | Gauche républicaine |

### Nominations du 28 septembre 1880
| Fonction | Fonction                                       | Image | Nom                        | Parti politique     |
| -------- | ---------------------------------------------- | ----- | -------------------------- | ------------------- |
|          | Sous-secrétaire d'État aux Affaires étrangères |       | Horace de Choiseul-Praslin | Gauche républicaine |
|          | Sous-secrétaire d'État aux Travaux publics     |       | David Raynal               | Gauche républicaine |

## Bilan
Jules Ferry poursuit la réforme scolaire, introduisant la laïcité, l'obligation et la gratuité dans l'enseignement primaire. Il décide l'intervention d'un corps expéditionnaire en Tunisie et fait approuver par la chambre le traité du Bardo instaurant le protectorat sur la Régence.
Il structure le cadre légal de l'Indigénat en Algérie par la loi du 28 juin 1881.
Une nouvelle loi sur la liberté de la presse est votée le 29 juillet 1881.

## Fin du gouvernement et passation des pouvoirs
Les élections législatives d'août 1881 ont porté l'Union républicaine de Gambetta à la tête des partis de gauche, ce qui amène les amis de ce dernier à harceler le gouvernement pour favoriser la candidature de leur chef. 
Le 10 novembre 1881, Jules Ferry, usé par l'affaire tunisienne, remet la démission du Gouvernement au président de la République, Jules Grévy.
Le 14 novembre 1881, Jules Grévy nomme Léon Gambetta à la présidence du Conseil des ministres.